# والری مرژن
والری مرِژن (به فرانسوی: Valérie Mréjen) (زادهٔ ۱۹۶۹ در پاریس) رمان‌نویس، هنرمند و فیلم‌ساز زن قرن بیستم میلادی اهل فرانسه است. آثار هنری و ادبی او در بیش از ۶۰ نمایشگاه در فرانسه و در دیگر کشورهای جهان به نمایش گذاشته شده‌است.